# Cine histórico

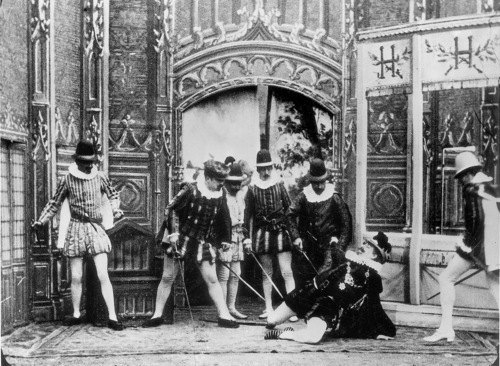
Fotograma de El asesinato del duque de Guisa (1897).

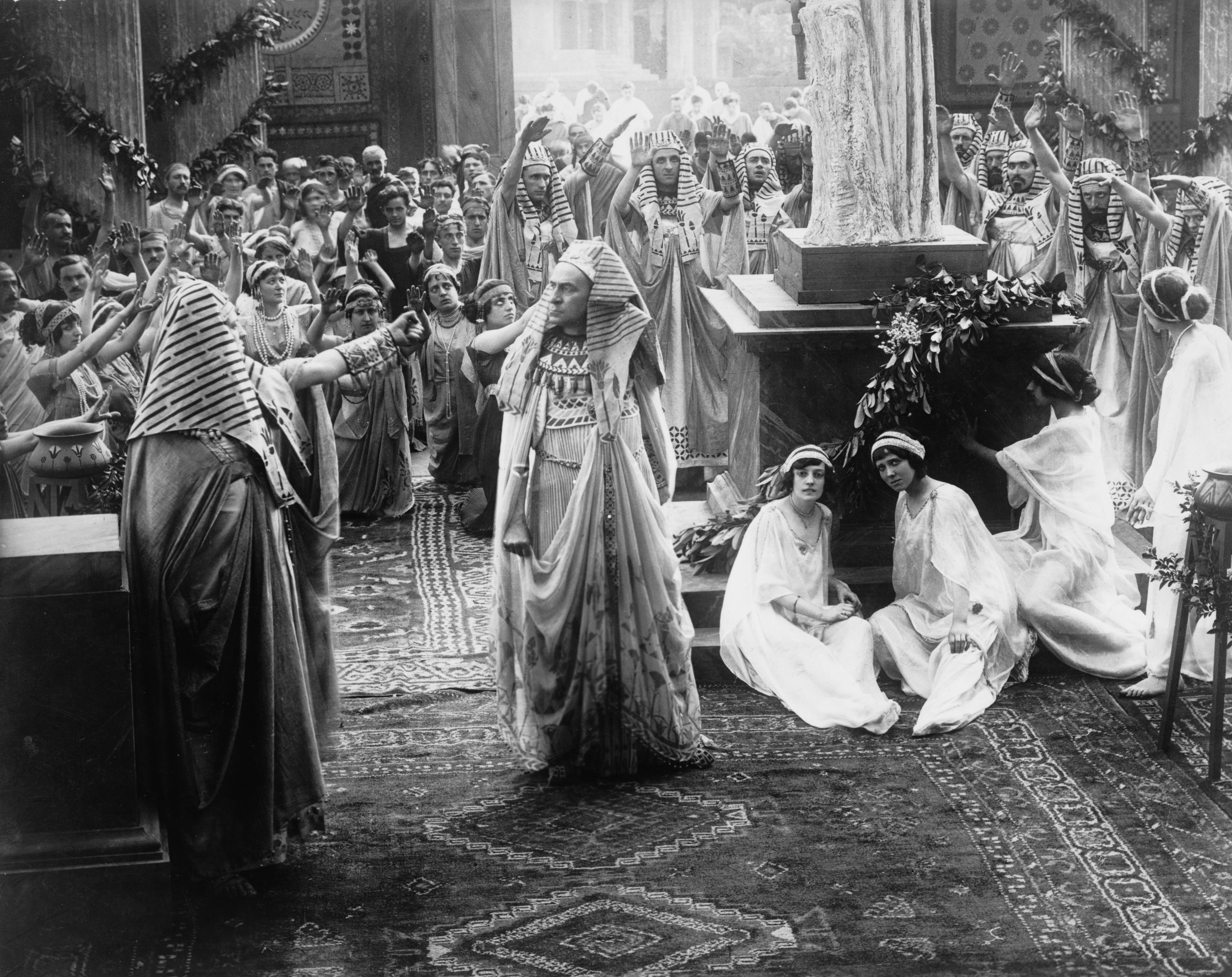
Fotograma de Los últimos días de Pompeya (1913).

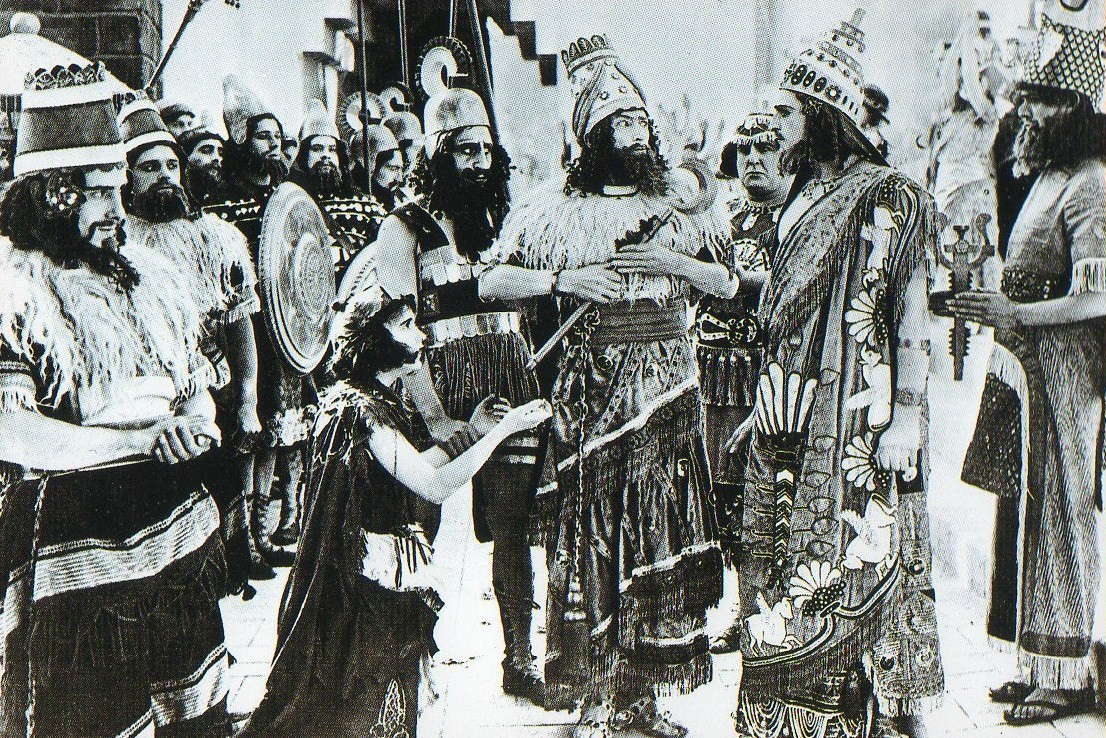
Fotograma de Intolerancia (1916).

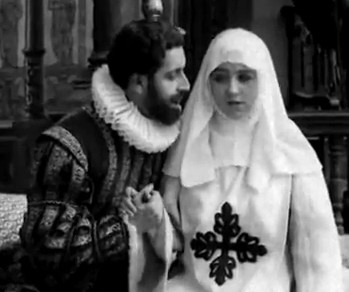
Fotograma de Don Juan Tenorio (1922).

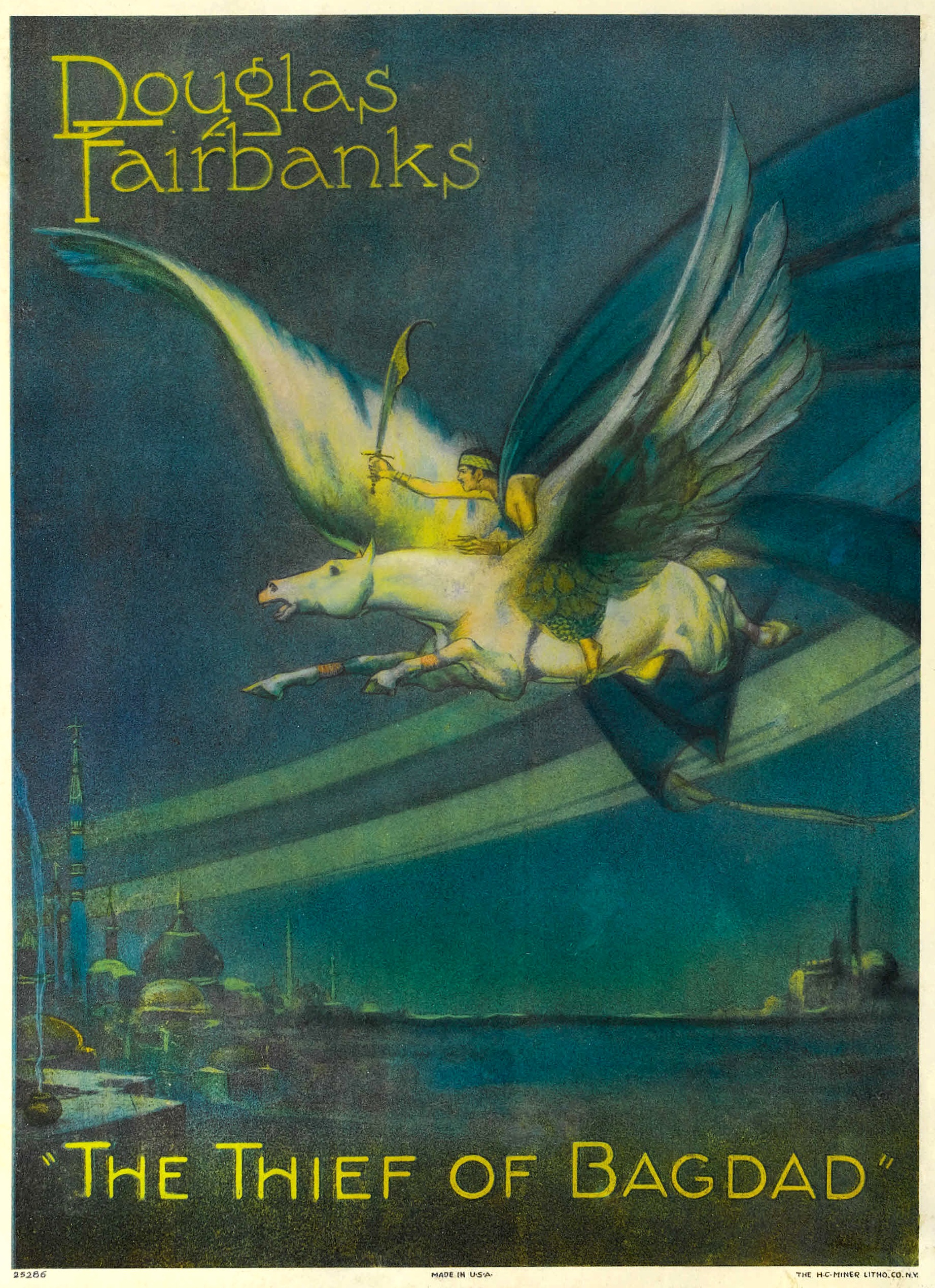
Cartel publicitario de El ladrón de Bagdad (1924).

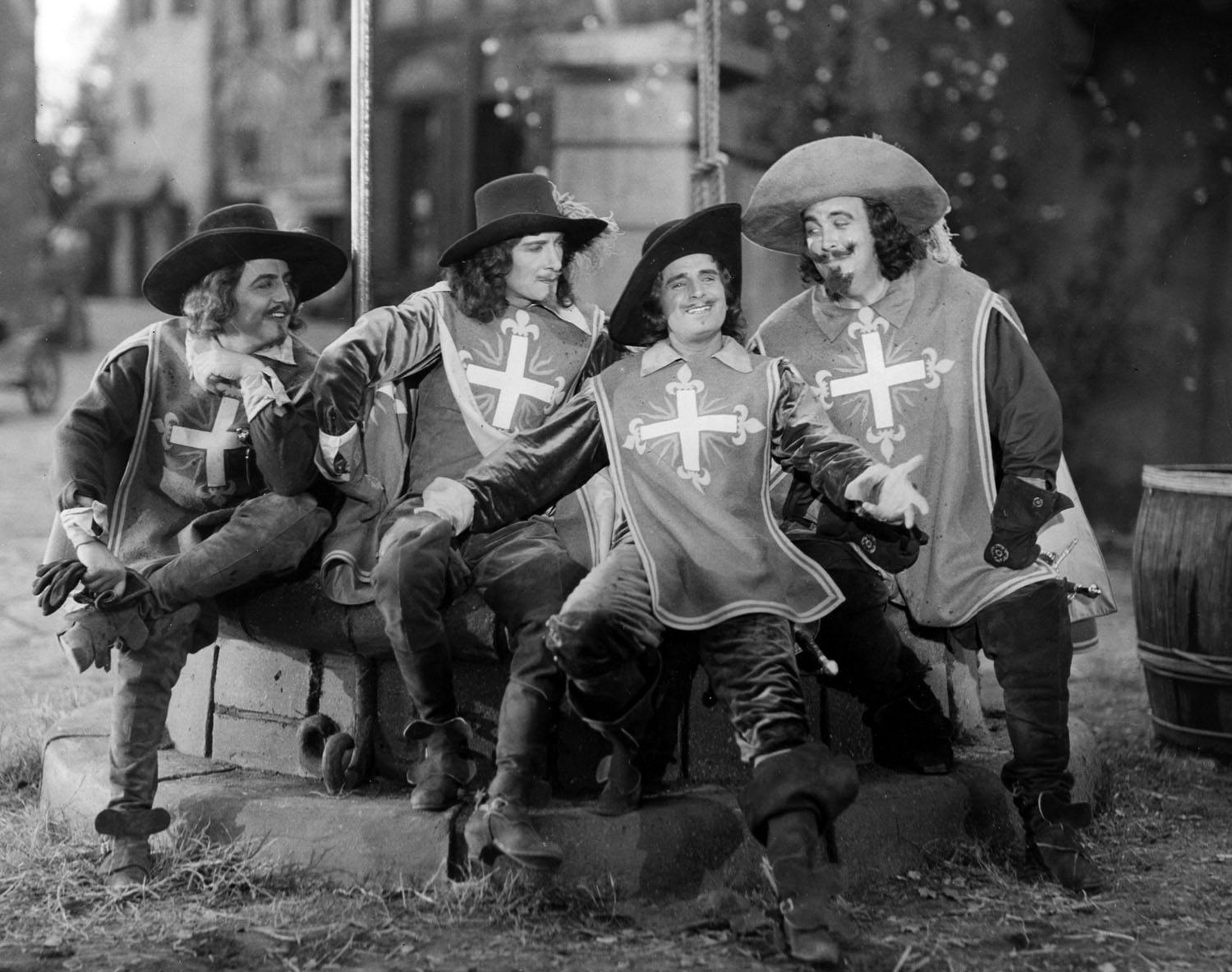
Fotograma de La máscara de hierro (1929).

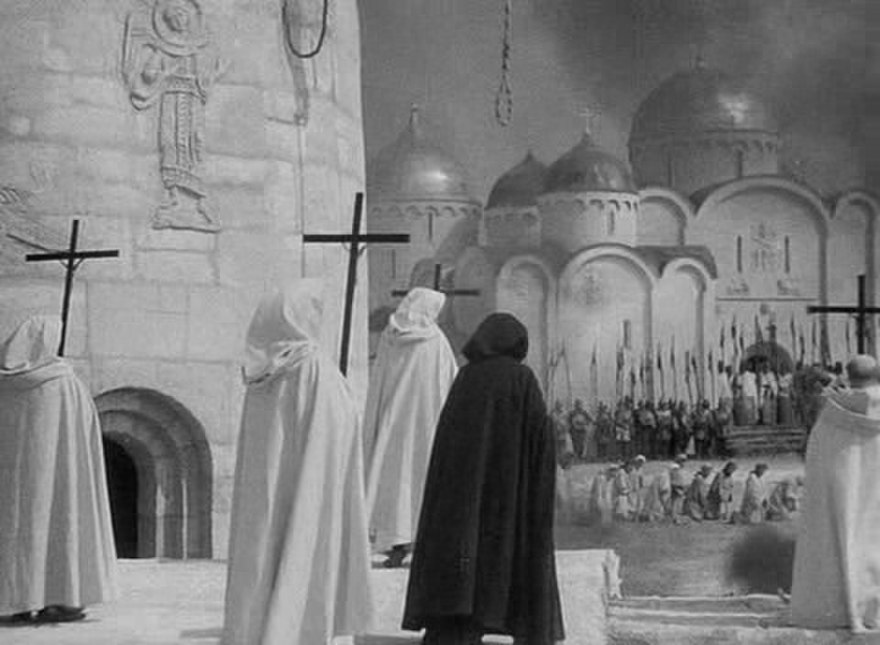
Fotograma de Alexander Nevski (1938).

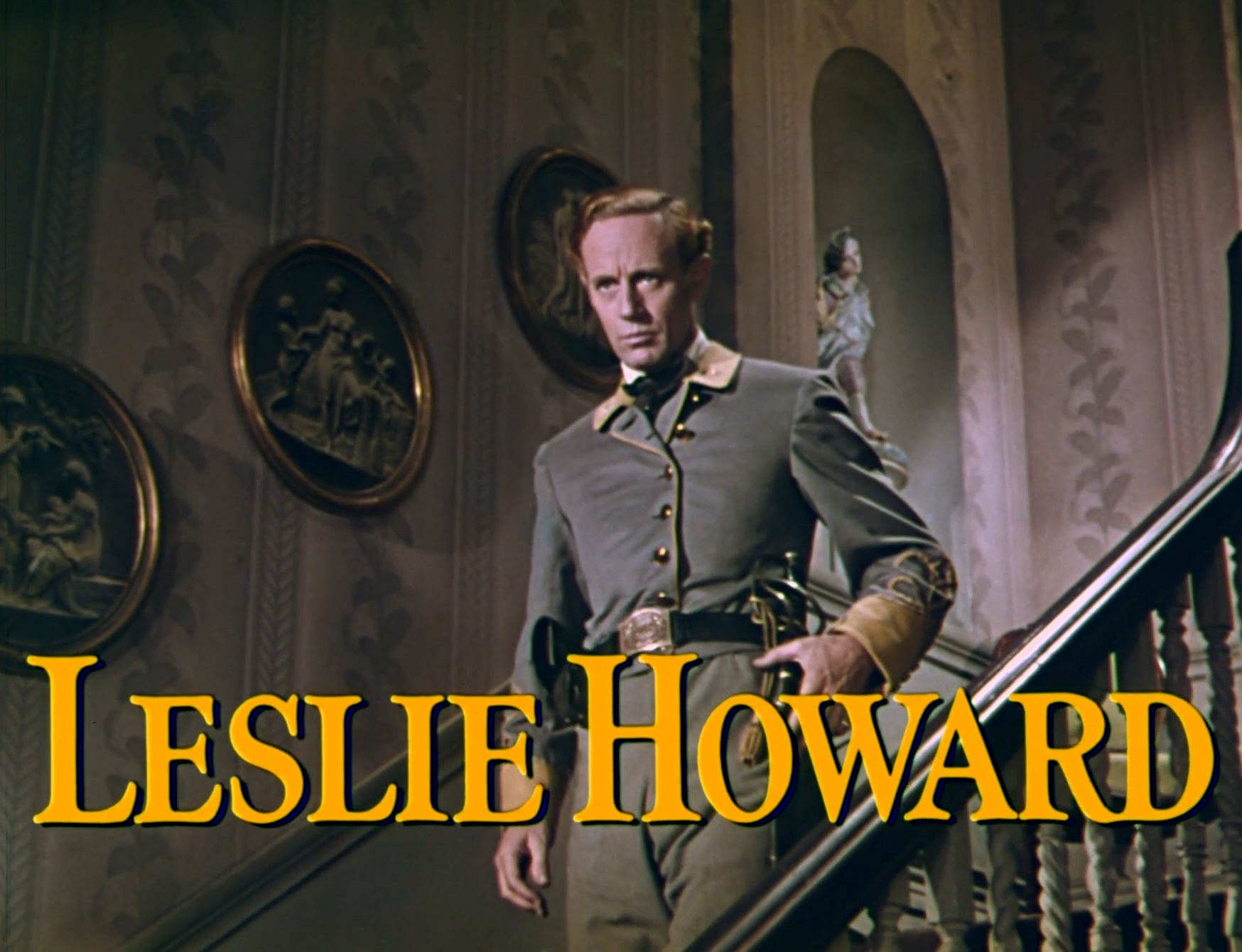
Fotograma de Lo que el viento se llevó (1939).

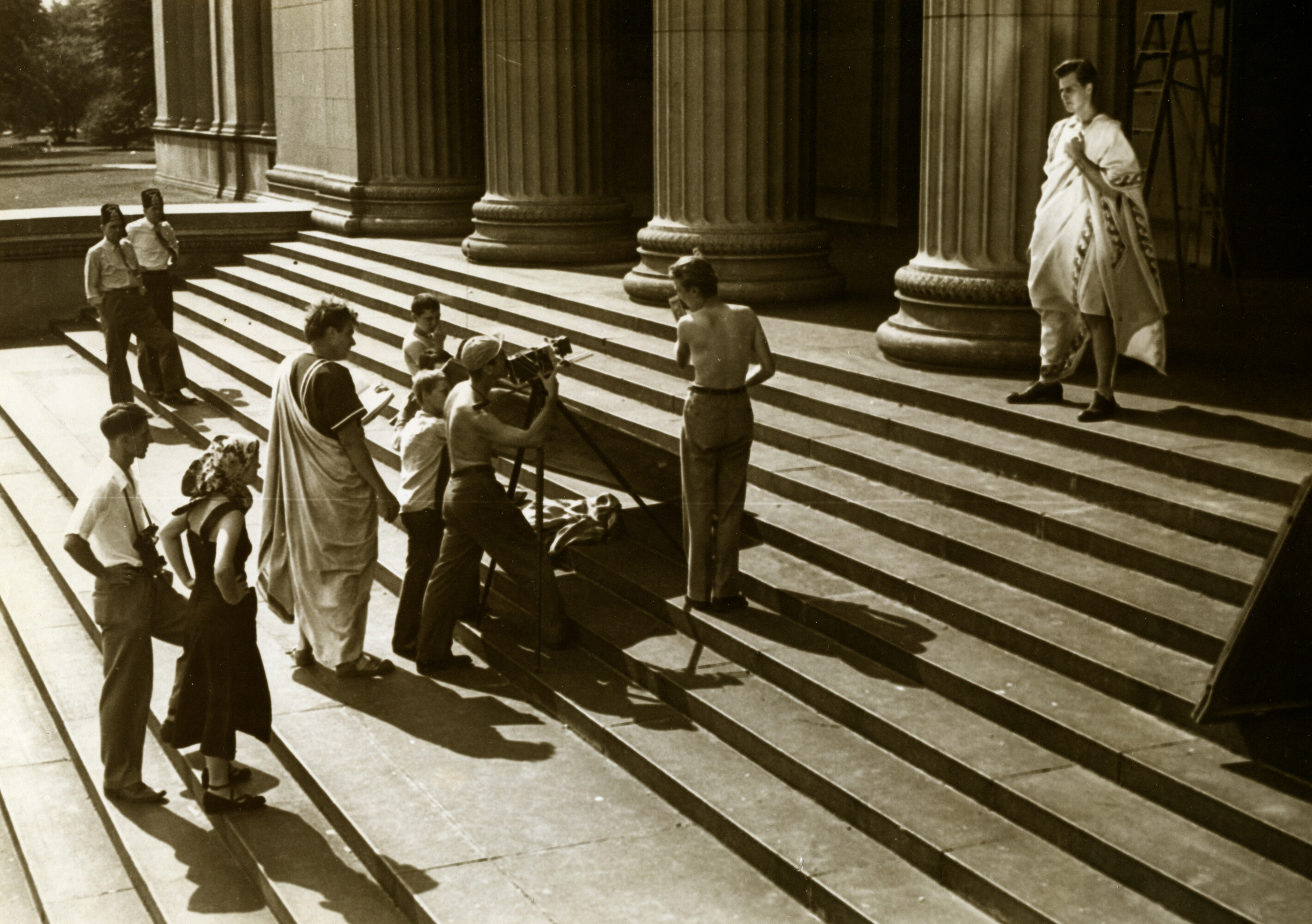
Rodaje de Julio César (1953).

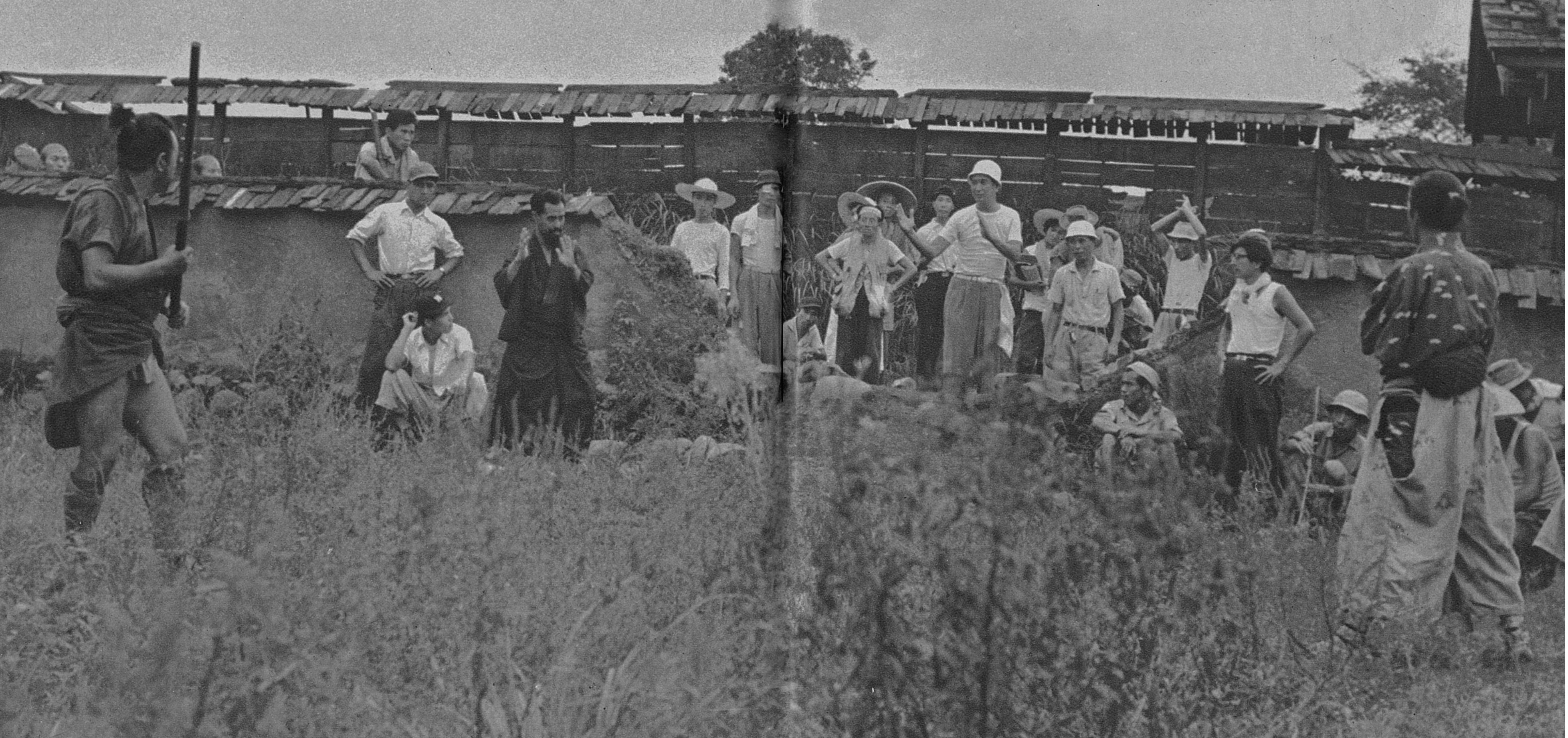
Rodaje de Los siete samuráis (1954).

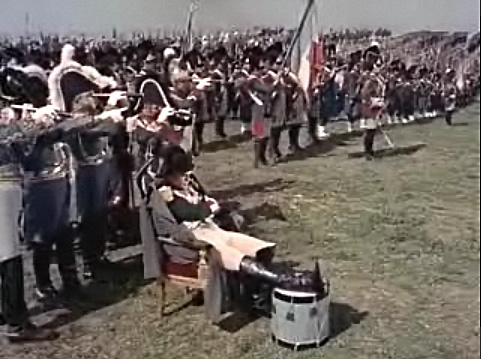
Fotograma de Guerra y paz (1956).

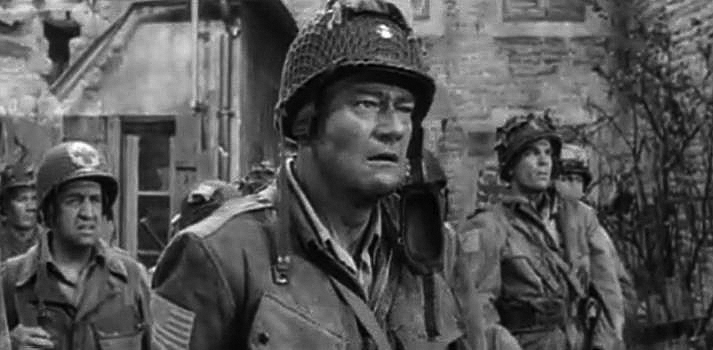
Fotograma de El día más largo (1962).

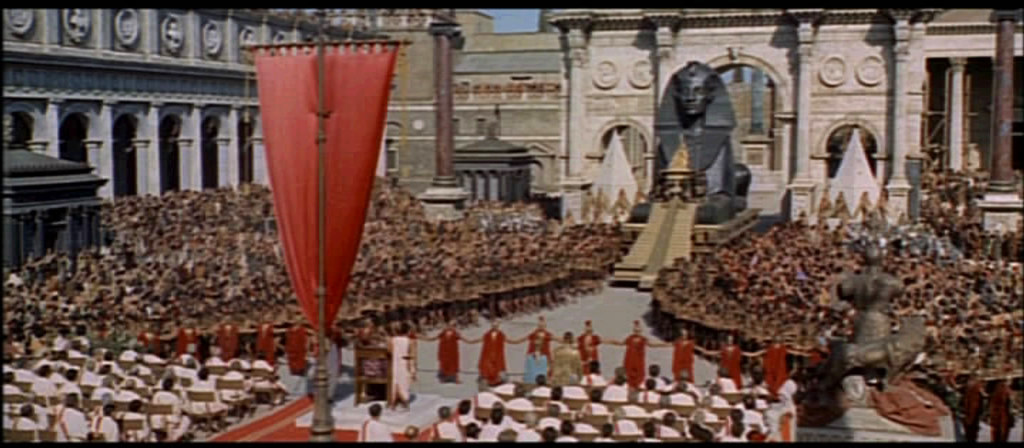
Fotograma de Cleopatra (1963).

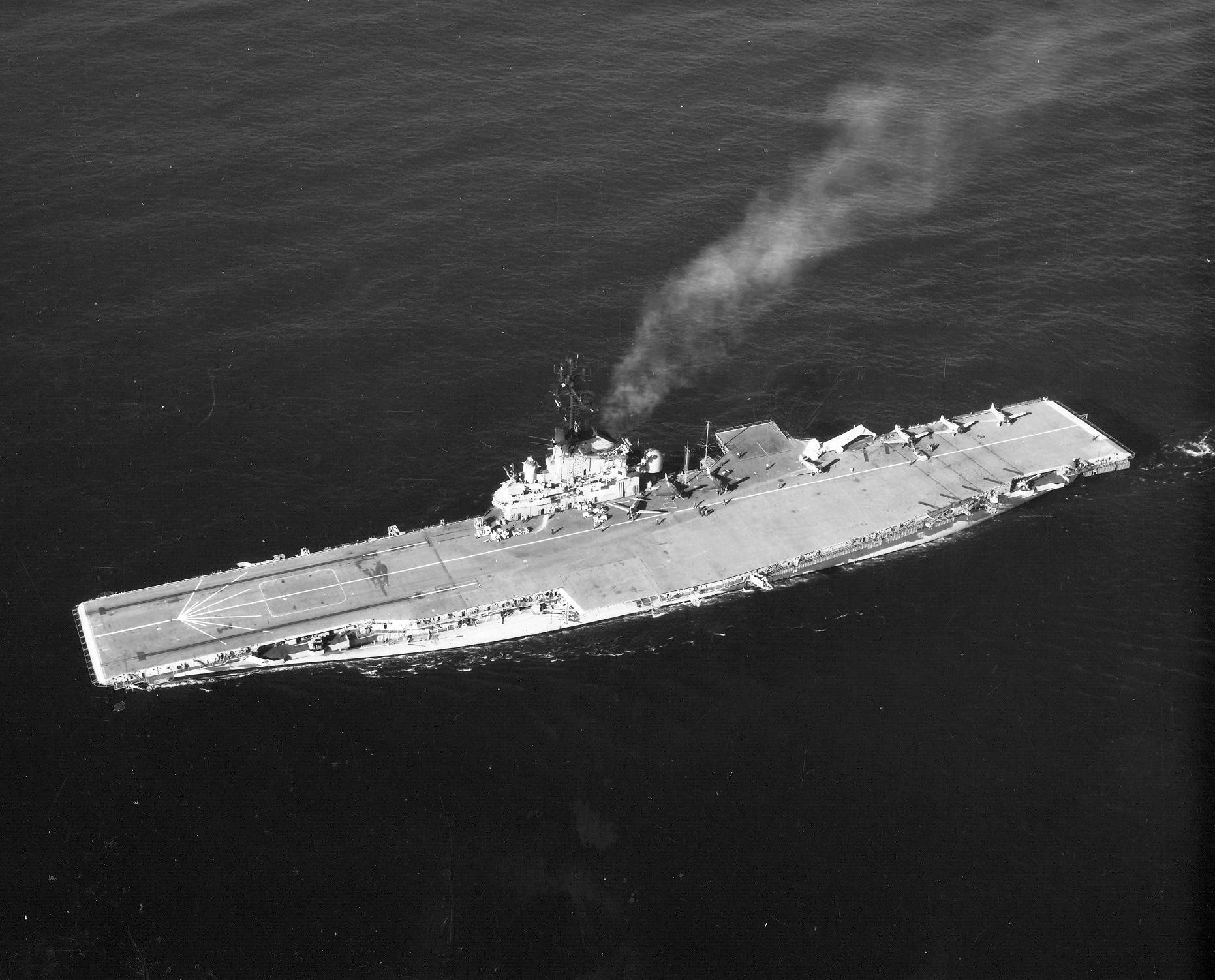
El portaaviones Yorktown durante la filmación de Tora! Tora! Tora! (1968).

El cine histórico o cine de época es un género cinematográfico caracterizado por la ambientación en una época histórica determinada; tanto si los hechos y personajes representados son reales como si son imaginarios, pero verosímiles; de forma similar a la novela histórica. Las películas históricas en algunas ocasiones son recreaciones cinematográficas de la biografía de algún personajes histórico relevante (película biográfica o biopic) o adaptaciones de obras literarias (guion adaptado). Una película de época puede utilizar la historia únicamente como un marco de ambientación para el desarrollo de cualquier argumento, por anecdótico o intrascendente que sea (cosa que puede ser precisamente lo que le proporcione su valor como recurso divulgativo o didáctico para la comprensión de esa época); o bien centrarse en la narración de un acontecimiento de gran importancia histórica (las únicas que en rigor son "históricas", cosa que no garantiza ni su calidad ni su valor educativo).
Es uno de los géneros más comunes y sus orígenes se remontan hasta los orígenes mismos de la historia del cine. Desde sus primeros ejemplos, ha sido notorio su uso como panfleto, es decir, como vehículo para la transmisión de propaganda política (justificativa o crítica) de todo tipo de ideologías y regímenes. No obstante, eso no significó una merma de su calidad expresiva y estética o de su capacidad de innovación técnica, como demuestran las películas históricas desde su origen. En la época del cine mudo, después de una de las primeras películas con estructura narrativa y metraje extenso (El asesinato del duque de Guisa -André Calmettes y Charles Le Bargy, 1908-, de 15 minutos, una larga duración para la época), y de algunos precedentes italianos (Los últimos días de Pompeya -Mario Caserini, 1913-, Quo vadis? -Enrico Guazzoni, 1913-, Cabiria -Giovanni Pastrone, 1914-), destacaron las dos principales producciones del estadounidense Griffith (El nacimiento de una nación, 1915, e Intolerancia, 1916) y las del soviético Sergei Eisenstein (El Acorazado Potemkin, 1925, y Octubre, 1927), además de la alemana Madame du Barry (Ernst Lubitsch, 1919) y la francesa La pasión de Juana de Arco (Carl Theodor Dreyer, 1928); ya en cine sonoro La Marsellesa (Jean Renoir, 1938); en el inicio del color Lo que el viento se llevó (hasta cinco directores, 1939); y a finales del siglo XX Novecento (Bernardo Bertolucci, 1976), Pasaje a la India (David Lean, 1984), Ran (Akira Kurosawa, 1985) o Malcolm X (Spike Lee, 1992).
El predominio mundial de los estudios de Hollywood en la industria cinematográfica ha determinado que sea la historia de los Estados Unidos la más tratada en el cine histórico, especialmente los conflictos bélicos (guerra de Secesión, guerras indias, guerras mundiales, guerra de Vietnam) y todo un género por sí mismo: el western.
Comparte características con otros géneros cinematográficos, como el cine épico y el cine de aventuras.
Entre los requisitos técnicos que más influyen en una ambientación histórica están el vestuario, maquillaje y peluquería, el atrezzo (en algunos casos, por similitud con el género literario, se habla de películas "de capa y espada" -swashbuckler-), y los escenarios, tanto interiores (donde el mobiliario y la decoración cumplen un papel esencial) como en los exteriores (que desde muy pronto en la historia del cine se simularon con todo tipo de recursos, como los decorados cinematográficos y los efectos especiales). La importancia del vestuario es tan que al género se le denomina también cine de vestuario, especialmente en italiano -film in costume- y en alemán -köstumenfilm-, y existe la expresión inglesa costume drama para el subgénero de "drama de vestuario". El subgéneros de películas de la Antigüedad se denomina peplum, en referencia a la túnica de la Antigua Grecia.
Para los creadores del cine de época, siempre importó menos la fidelidad historiográfica que los recursos que proporcionaran espectacularidad u otros valores cinematográficos y humanos (como la fantasía, la emoción, la pasión, el humor, la tragedia, la intriga, la violencia, la sordidez, la sofisticación, la vileza, el heroísmo, el sacrificio, el honor o la gloria).

## Subgéneros del cine histórico
Tan abundante es la filmografía del cine histórico que se le puede considerar como un "macrogénero" compuesto de muchos géneros o subgéneros cinematográficos, que a su vez se subdividen en otros, cada uno de los cuales ha desarrollado sus propias convenciones.

### Cine bélico
El cine bélico se ha ambientado en guerras de muy distintas épocas y lugares, y aunque -en rigor- sólo serían "películas bélicas" aquellas en que lo militar es la mayor parte de su argumento, en muchas películas históricas que desarrollan principalmente otros temas aparecen memorables escenas de batallas (300 -la batalla de las Termópilas y la batalla de Platea-, Alejandro -las campañas de Alejandro Magno-, Espartaco -la tercera guerra servil-, Aníbal -las campañas de Aníbal-, Druidas -la guerra de las Galias-, Ben-Hur -la batalla de Actium-, La batalla de Germania -batalla de Teutoburgo-, Kingdom of Heaven -las Cruzadas, terminando en la conquista de Jerusalén por Saladino-, Mongol -las campañas de Gengis Kan-, Enrique V -la batalla de Agincourt-, Los siete samuráis, Taras Bulba, The Last of the Mohicans -la Guerra de los Siete Años-), pero sobre todo en las de la Edad Contemporánea (El patriota -y otras ambientadas en la guerra de independencia de Estados Unidos-, Guerra y paz -y otras ambientadas en las guerras napoleónicas-, El Álamo -ambientada en la guerra de independencia de Texas, pero de un subgénero muy particular, el de los asedios-, Gunga Din -entre las numerosas dedicadas a las guerras coloniales-, Medalla roja al valor -entre las numerosas dedicadas a la Guerra de Secesión-, Murieron con las botas puestas -entre las numerosas dedicadas a las guerras indias-, Paths of Glory -entre las numerosas dedicadas a la Primera Guerra Mundial-, Patton -entre las numerosas dedicadas a la Segunda Guerra Mundial; muchas de las cuales se pueden inscribir en subgéneros específicos: el de las películas ambientadas en campos de prisioneros, como El puente sobre el río Kwai, el de las películas de submarinos, como Das Boot, el de las películas sobre la Resistencia, como El último metro, sobre la guerra aérea anglo-alemana, como La batalla de Inglaterra, sobre la guerra en el Pacífico, como Tora! Tora! Tora!, sobre la guerra en el norte de África, como The Desert Fox: The Story of Rommel, sobre el frente ruso, como La cruz de hierro, sobre el desembarco de Normandía, como El día más largo, etc.-, M*A*S*H -entre las dedicadas a la guerra de Corea-, Apocalypse Now -entre las numerosas dedicadas a la guerra de Vietnam-, Kippur -sobre la guerra árabe-israelí-, Black Hawk Down).

### Edad Antigua: "peplum", cine bíblico y mitológico
El denominado peplum es el género cinematográfico ambientado en la antigüedad grecorromana (Cleopatra, Julio César, Los últimos días de Pompeya, La caída del imperio romano, Gladiator, Ágora, La última legión), con el que también se relacionan otros subgéneros ambientados en la Edad Antigua:
- Las adaptaciones de tragedias griegas (Medea, Edipo rey).
- El cine mitológico,[34] que utiliza como base la mitología clásica (Furia de Titanes, Jasón y los argonautas), aunque en otras ocasiones se ha realizado siguiendo las convenciones del cine histórico que adapta obras literarias (Troya). También hay películas que tratan otras mitologías, como la nórdica (Beowulf).
- El cine bíblico[35] (tanto del Antiguo Testamento -Los diez mandamientos, Sansón y Dalila, Salomón y la reina de Saba- como del Nuevo Testamento -The Robe, Rey de Reyes, El Evangelio según san Mateo, The Greatest Story Ever Told, La última tentación de Cristo, La pasión de Cristo); muy relacionada con el género está Quo vadis? (adaptación de una novela histórica ambientada en el incendio de Roma).
- El ambientado en otras civilizaciones de la antigüedad, como el Egipto antiguo (Tierra de faraones, Sinuhé el Egipcio),[36] la historia de India (Pequeño Buda, Asoka) o la historia de China (Confucio,[37] La casa de las dagas voladoras, Wò hǔ cáng lóng -la cronología de estas dos últimas correspondería a las edades media y moderna-). Muy escaso ha sido el cine histórico ambientado en la América precolombina o de otros lugares, entre otras razones por la dificultad de hallar fuentes, lo que incluso ha motivado que se realice sin localización cronológica concreta (Rapa Nui o Apocalypto).

### Edad Media
Las películas de ambientación medieval se inscriben en la tradición historicista de las artes visuales y en la imagen convencionalmente exótica (exotismo, orientalismo) que se remonta a la estética romántica (El mensaje, Los vikingos, El ladrón de Bagdad (de 1924, aunque se rodaron numerosas versiones posteriores), El guerrero número trece, Omar Kahayam, El señor de la guerra, El halcón y la flecha, El Cid, Ivanhoe, Robin Hood, El león en invierno, Las aventuras de Marco Polo, Braveheart, El séptimo sello, El nombre de la rosa, Paseo por el amor y la muerte).
La adaptación cinematográfica del ciclo artúrico, con mayor o menor fidelidad a los textos medievales o al posible origen histórico del mito, se ha hecho desde muy distintos enfoques (Excalibur, El rey Arturo: La verdadera historia que inspiró la leyenda, Lancelot du Lac, Los caballeros de la mesa cuadrada, Un yanqui en la corte del Rey Arturo, etc.) incluyendo la animación (Merlín el encantador).

### Edad Moderna
Las películas que reconstruyen episodios de la Edad Moderna tienen a su disposición fuentes documentales y material visual mucho más abundante para realizar reconstrucciones verosímiles. Se han centrado en muy distintos temas: episodios particularmente importantes, biografías de personajes relevantes en la política, la literatura o el arte, la adaptación de obras literarias, etc. (1492: La conquista del paraíso, El tormento y el éxtasis, Lutero, Iván el Terrible, La kermesse heroica, El último valle, La reina Cristina de Suecia, Cromwell, La joven de la perla, Vatel, Restauración, El contrato del dibujante, El capitán Blood -y las numerosas películas "de piratas"-, Barry Lyndon, La misión, Amadeus).
Es reseñable la poca fortuna que han tenido las distintas adaptaciones de El Quijote de Cervantes; frente a la suerte incomparablemente mejor de que han gozado las de las obras de Shakespeare, además de las recreaciones de su propia vida (Shakespeare in Love, incluso una de la de ambos -Miguel y William-). Tampoco Moliére ha sido muy bien tratado; mientras que Lope de Vega cuenta con algunas adaptaciones cinematográficas muy cuidadas (El perro del hortelano), además de su propio biopic (Lope). Camoens fue tratado en el cine portugués. Algunos autores del siglo XVIII han sido particularmente utilizados para adaptaciones cinematográficas: Jonathan Swift (Los viajes de Gulliver), Daniel Defoe (Robinson Crusoe, Moll Flanders), Pierre Choderlos de Laclos (Las amistades peligrosas), el marqués de Sade, Casanova (su propia autobiografía).
Exitosas recreaciones de estos siglos se han originado en novelas históricas (El rey pasmado -de Torrente Ballester-, Alatriste -de Pérez-Reverte-, Los tres mosqueteros -de Dumas-, El perfume -de Süskind-, etc.) o en obras teatrales (las distintas versiones de Don Juan -Tirso, Zorrilla, etc.-, o Cyrano de Bergerac de Rostand).

### Edad Contemporánea
Las películas que recogen hechos de la Edad Contemporánea, cuyo carácter de "cine histórico" es en sí mismo objeto de discusión, son las más numerosas y divisibles en subgéneros (Pimpinela escarlata -una de las muchas ambientadas en la Revolución francesa y la época napoleónica-, La marca del Zorro -y otras ambientadas en la independencia de la América española-, La mujer del teniente francés -y otras ambientadas en la época victoriana, que incluyen en sus argumentos desde los convencionalismos sociales hasta el terror-, La conquista del Oeste -una de las del abundante género del western-, El gatopardo -sobre la unificación italiana, como otras películas que describen la pervivencia del Antiguo Régimen en el Nuevo-, Qué verde era mi valle -y otras películas sobre la Revolución industrial y sus consecuencias sociales-, Memorias de África -y otras sobre la expansión europea de la época del imperialismo y el colonialismo- El último samurái -sobre la revolución Meiji en Japón-, Gangs of New York -perteneciente a un peculiar subgénero ambientado en el melting pot estadounidense, con sus correspondientes subculturas de delincuencia y mafias-, Madame Curie -y otras biografías de científicos-, Ciudadano Kane, ¡Viva Zapata! -sobre la revolución mexicana-, Lawrence de Arabia -y otras ambientadas durante la Primera Guerra Mundial, aunque no necesariamente bélicas-, Doctor Zhivago -y otras películas sobre la Revolución rusa-, El último emperador, The Grapes of Wrath (Las viñas de la ira, Viñas de ira o Las uvas de la ira) -y otras sobre la crisis de 1929 y la depresión posterior-, Belle Époque -una de las abundantes películas españolas centradas en esta época-, La caída de los dioses -y otras sobre los fascismos-, La lista de Schindler -una de las más galardonadas de las muy numerosas películas sobre el holocausto-, El paciente inglés -y otras ambientadas durante la Segunda Guerra Mundial, aunque no necesariamente bélicas-, La batalla de Argel -y otras sobre la descolonización y el tercermundismo-, JFK, Múnich, Missing, Forrest Gump -y algunas otras películas de muy distintos géneros que se ambientan en un recorrido por distintos episodios del pasado más reciente o en comparaciones generacionales, al modo de las novelas-río-).

## Series históricas en televisión
En un medio diferente, las series de televisión también han recurrido a la recreación histórica. Las más prestigiosas han sido las creadas por la BBC (La flecha negra, Las seis esposas de Enrique VIII, Poldark, Yo, Claudio, Roma, Los Tudor) y otras británicas, como Retorno a Brideshead o Crossbow. Las de la televisión estadounidense se han centrado en el western (El llanero solitario, Bonanza, La casa de la pradera, Kung fu), y en otros aspectos de su propia historia (Raíces, Norte y Sur, Centennial, Band of brothers, MASH, Aquellos maravillosos años); además de las ambientadas en otros periodos (Masada, Shogun) y las que recrean un pasado mítico anacrónico (Hércules: Los viajes legendarios, Xena, la princesa guerrera). Fuera del ámbito anglosajón destacan las series históricas alemanas (Las aventuras del bravo soldado Schwejk, Simplicius Simplicissimus, Berlin Alexanderplatz o Los pilares de la Tierra). Entre las españolas están El pícaro, Curro Jiménez, La saga de los Rius, Las pícaras, La huella del crimen, Cuéntame cómo pasó, La Señora, Amar en tiempos revueltos, Águila Roja o Hispania, la leyenda.

## Representación y verosimilitud
Cuando se habla de la representación como concepto, se puede partir desde un punto de vista etimológico, destacando dos acepciones: la de ausencia y la de presencia. Con la primera nos referimos a que “la representación es el objeto que sustituye a lo representado“ y con la segunda a la “imagen sustitutiva con sentido simbólico“. Teniendo en cuenta esto, se dice que la definición de cine expresa doblemente este carácter en tanto escenificación filmada, en primer lugar, y como representación de prácticas y usos sociales que se encuentran externos al film, en segundo lugar. Se puede hablar de un tercer nivel de representación, si se parte desde una perspectiva histórica, ya que el film expresa acontecimientos ya sucedidos.
“La verdad es demasiado inverosímil para ser presentada en un film”. Verosimilitud no es la representación de la verdad como tal, sino la representación de un hecho que parece real, posible, probable. La verdad no necesariamente cumple con estos requisitos. A pesar de que el espectador es consciente de que un film no es algo real, sino una construcción, espera que la película cuente con cierta lógica.
Se dice que una ficción es verosímil cuando a pesar de no estar basada en hechos reales, éstos los aparentan, sin generar dudas en el espectador en cuanto a que pueda o no ser verdad lo que está frente a él. Todo lo que aparece en pantalla parece posible, no es cuestionable. “Es una verosimilitud no sólo relacionada con las leyes del relato, sino con las de la realidad.” La verosimilitud no pone en juego la relación entre el relato y la realidad, sino entre él y lo que los espectadores pueden asumir como verdad.
No se deben confundir verosimilitud y realismo. “El realismo se refiere a la representación fiel de la realidad.” Un film es realista cuando imita el mundo en que vivimos en todos sus aspectos. Una historia realista puede ser tanto verosímil como inverosímil. La verosimilitud depende de cuán coherente sea un relato, el desarrollo de una película, una vez expuesto el contexto en que se desenvolverá.

### Representación de la realidad

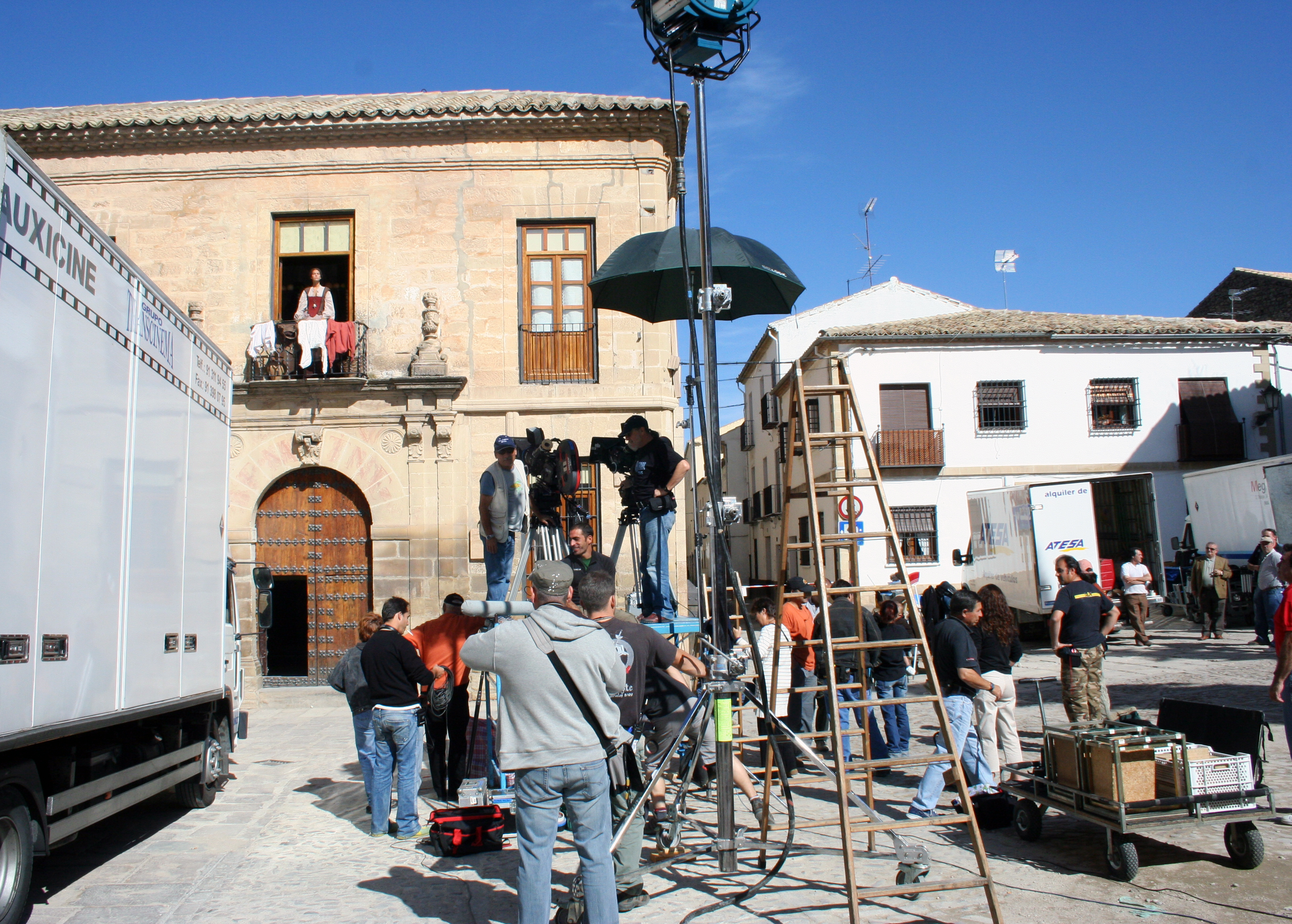
Rodaje de La conjura de El Escorial

Por diversos obstáculos, el film se encuentra fuertemente limitado. Estos lo obligan a considerarlo como una herramienta secundaria respecto a una correcta interpretación y comprensión histórica basándose en los hechos y acontecimientos que pretende relatar. La película ilustra procesos que sólo son comprensibles de manera global a través de una explicación externa, por lo que, de alguna manera, agota sus potencialidades en un primer momento. 
Esta fuerte limitación encontraría su fundamentación en su naturaleza fílmica y en su sentido como película de ficción y escenificación "sólo en apariencia fidedigna, respecto a una realidad tres veces desvirtuada", desvirtuada tanto por el paso del tiempo con respecto a los distintos momentos históricos que rememora, por la ligadura a la simplificación que la narrativa audiovisual le otorga y, por último, por la invención de diversas situaciones y personajes. 
El film considerado como un documento de tipo histórico, es el conjunto de diversas dimensiones interrelacionadas, pudiendo proveer, al igual que en el caso de los ficcionales, nuevas perspectivas a la idea expuesta por Agnes Heller, quien dice que “la historia es una historia”.  
Si se observa el modo en que un espectador entra al mundo de la ficción, fundado en las dimensiones espacio-temporales en que se sitúa a los personajes de la historia, se puede dilucidar que es un ámbito único e imaginario. Se puede parecer a mundos creados en otras ficciones, incluso no cinematográficas, puede vincularse a algún género o movimiento, e incluso parecerse al mundo real, más aún si utiliza un estilo realista. Estos mundos imaginarios están repletos de objetos, lugares, personas, situaciones, sentimientos, todos reconocibles, pero todo esto de forma metafórica, siendo similar, pero no siendo réplica.
Para poder plasmar en el relato fílmico estas “referencias” a la realidad, a ciertos hechos, es necesario un trabajo previo de investigación y análisis. Esto es de vital importancia si lo que se pretende es lograr que el discurso cinematográfico sea capaz de convertirse en fuente de estudios de la realidad sociohistórica, portando así una capacidad representativa.
Lo que brinda credibilidad a las escenas en la pantalla es el uso de convencionalismos. Hay pequeños detalles, que a pesar de no corresponder estrictamente con la realidad que se representa, pasan prácticamente desapercibidos.

### Construcción del universo ficcional
La verosimilitud debe estar presente en todos los aspectos del film, se debe asegurar que permanezca en cada elemento de éste, desde el detalle más mínimo hasta los más generales. Uno de los aspectos en los que se debe prestar mucha atención a la hora de cumplir con la verosimilitud, es todo aquello relacionado con los escenarios en donde se van a desarrollar los acontecimientos. Así como quienes van a llevar a cabo estos acontecimientos: los personajes. 
La verosimilitud en todos los elementos que estén relacionados con los personajes, es muy importante. Los diálogos deben ser creíbles. Por ejemplo: si hay un personaje que vive en una villa miseria, este deberá hablar como lo hacen generalmente allí, no se puede optar por diálogos formales o por modismos que no son propios de este tipo de asentamientos. 

Las acciones que desarrollan los personajes deben ser creíbles, estas son quienes forman parte del argumento. Si se tiene ya definida una cierta caracterización de un personaje, es cuestión de usar la creatividad y jugar dentro de esos límites frente a las situaciones que éste debe afrontar, así, la acción resultará verosímil. Si se coloca una acción sólo porque es necesario que la historia siga adelante en una cierta dirección, la verosimilitud se verá afectada.  

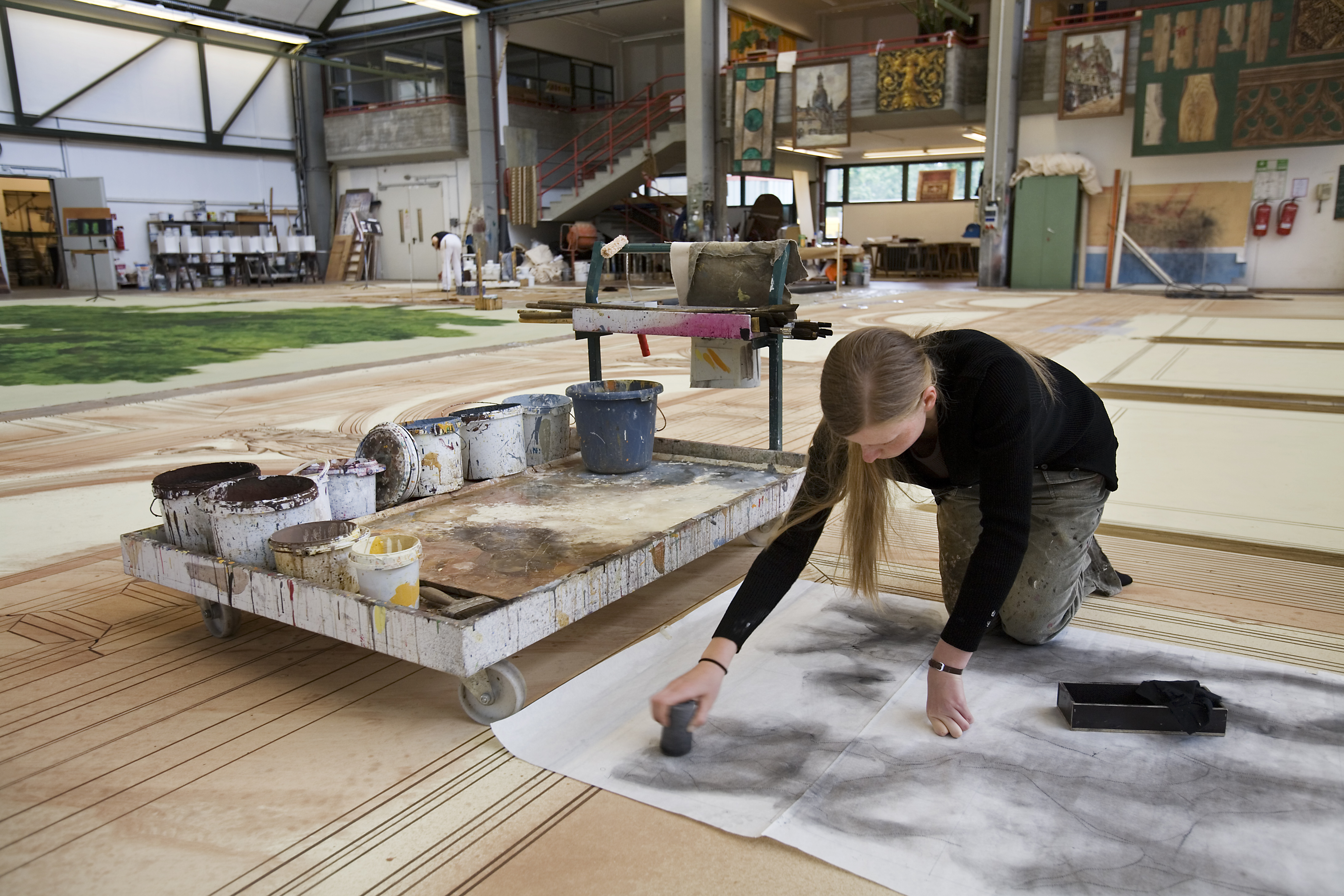
Escenografía teatral

A la hora de crear espacios cinematográficos se ponen en juego muchos elementos, partiendo desde la idea y espacio establecidos en el guion. De ahí se procede a la realización de un storyboard, donde se plasma gráficamente cómo serán las escenas a rodar. 
Ya establecidas visualmente cómo serán las escenografías, el director trabaja junto con el diseñador de producción, quien en conjunto con su equipo de trabajo, diseña la estética del espacio cinematográfico (físico o virtual). 
El área artística cuenta con diversos, se encarga de distintas tareas, tales como el diseñador de escenarios y el diseñador de vestuario, que se encarga de las vestimenta de los personajes. Además, dependiendo de la película, surgen otras clases de creativos necesarios para llevar adelante el proyecto.
En el proceso de creación del espacio cinematográfico, el área artística trabaja también en conjunto con la dirección de fotografía, en especial para determinar los colores y tonalidades de la película.
Es esencial la presencia de la dirección de arte en una producción cinematográfica, para que la película logre explotar su valor narrativo y estético, y es de vital importancia en películas de época para dar credibilidad a lo expuesto en la pantalla, puesto que los lugares, vestuarios y objetos, cobran gran relevancia.